# Music & Me (album Michaela Jacksona)
Music and Me – trzeci album studyjny Michaela Jacksona wydany w kwietniu 1973 roku.

## Lista utworów
| 1.  | „With a Child’s Heart” (Sylvia Moy/Henry Cosby/Vicki Basemore)                                          | 3:34  |
|     | |       |
| 2.  | „Up Again” (Freddie Perren/Chrisitine Yarian)                                                           | 2:47  |
|     | |       |
| 3.  | „All The Things You Are” (Oscar Hammerstein II/Christine Kern)                                          | 2:55  |
|     | |       |
| 4.  | „Happy (singel Michaela Jacksona)” (temat z filmu Lady śpiewa bluesa) (Michel Legrand/William Robinson) | 3:19  |
|     | |       |
| 5.  | „Too Young” (Sidney Lippman/Sylvia Dee)                                                                 | 3:37  |
|     | |       |
| 6.  | „Doggin' Around” (Lena Agree)                                                                           | 2:52  |
|     | |       |
| 7.  | „Euphoria” (Leon Ware/Jacqueline D. Hilliard)                                                           | 2:48  |
|     | |       |
| 8.  | „Morning Glow” (Stephen Schwartz)                                                                       | 3:36  |
|     | |       |
| 9.  | „Johnny Raven” (Billy Page)                                                                             | 3:31  |
|     | |       |
| 10. | „Music and Me” (Jerry Marcellino/Mel Larson/Don Fenceton/Mike Cannon)                                   | 2:35  |
|     | |       |
|     | | 31:34 |
|     | |       |